# Achtzehnfleckiger Marienkäfer
Der Achtzehnfleckige Marienkäfer oder Kiefernwipfel-Marienkäfer (Myrrha octodecimguttata) ist ein Käfer aus der Familie der Marienkäfer (Coccinellidae).

## Merkmale
Die Käfer werden 3,5 bis 5 Millimeter lang und haben einen ovalen, leicht abgeflachten Körper. Die Tiere sind braun und tragen auf den Deckflügeln acht oder neun hellbeige Flecken, von denen vor allem die um das Schildchen (Scutellum) miteinander verbunden sein können. Der Halsschild ist braun, an den Seiten und in der Mitte aber hell. Die Färbung der Käfer ist sehr variabel, die Flecken können in vielen verschiedenen Varianten ineinanderfließen.

## Vorkommen
Die Käfer kommen in Europa, vor allem im Mittelmeergebiet und östlich bis Transbaikal (östlich des Baikalsees) vor. Sie fehlen im hohen Norden. Sie leben vor allem in alten Kiefernwäldern und sitzen allgemein auf Nadelbäumen, im Speziellen hoch oben auf Kiefern. In Deutschland kommen sie aktuell in allen Bundesländern außer dem Saarland vor, mit einem Schwerpunkt in den oberbayerischen Hochmooren auf Latschen, außer wenn dort Waldameisen leben.

## Lebensweise
Die Käfer ernähren sich von Blattläusen. Die Larven überwintern, sie tun dies in Gruppen an der Stammbasis unter der Rinde von Bäumen, meist gemeinsam mit anderen Marienkäferarten. Nach der Paarung, die oft mehrere Stunden dauern kann, legt das Weibchen die Eier in Blattlauskolonien ab, damit die später schlüpfenden Larven sofort Nahrung finden. Durch die auffällige Färbung und Absonderung von bitteren Wehrsekreten versucht der Käfer sich Feinde wie Vögel und andere Insekten vom Leib zu halten.